# Skyharbor
Skyharbor es una banda de metal progresivo de la India, formada en Nueva Delhi en 2010. Esta banda está integrada por músicos de origen hindú de Nueva Delhi y Bombay, como también de Estados Unidos y el Reino Unido.

## Historia
La banda originalmente estaba compuesta por el guitarrista Keshav Dhar, siendo sólo un proyecto casero llamado Hydrodjent. Después, el vocalista Daniel Tompkins (Tesseract) contactó a Keshav con interés en una colaboración en octubre de 2010. En la misma época, Dhar, quien residía en Maryland, Estados Unidos y el baterista Anup Sastry (Jeff Loomis), quien había subido varios videos en YotuTube sobre covers de canciones de Skyharbor, discutieron sobre la posibilidad de llevar un material en directo. Junto al bajista, Nikhil Rufus Raj, la banda se presentó por primera vez en un festival de 2011 en un evento musical llamado "Bacardi NH7 Weekender". La formación pronto evolucionó a partir de 2013 y está integrada actualmente por Daniel Tompkins (voz), Anup Sastry (batería), Keshav Dhar (guitarra), Devesh Dayal (guitarra) y Nikhil Rufus Raj (bajo).

### Blinding White Noise: Illusion & Chaos y alineación final (2011-2013)
Después de firmar un contrato con Basick Records, la banda lanzó su álbum debut Blinding White Noise: Illusion and Chaos el 23 de abril de 2012, a manera de un álbum doble (Illusion y Chaos). El álbum consiste en gran parte en versiones refinadas y masterizadas de Hydrodjent. En una entrevista, el baterista Anup Sastry describió a la banda como "todo era Keshav al principio, de hecho el nunca planeó tomar la música en directo. Las piezas simplemente cayeron en su lugar una por una. Recuerdo cuando le pregunté si podía hacer un par de covers en YouTube sobre sus canciones. Es básicamente de donde salió todo." Las canciones "Catharsis" y "Celestial" tienen una colaboración con dos solos del exguitarrista de Megadeth Marty Friedman. No pasó mucho tiempo después del lanzamiento del disco para que la banda anunciara que Daniel Tompkins era oficialmente su vocalista principal.
Actualmente el vocalista Daniel Tompkins regresó a su anterior banda Tesseract dejando a Eric Emery a cargo de la voz. Se puede escuchar en el sencillo "Out of time" y "Blind Side" lanzados recientemente.

### Cambios de alineación y tercer álbum (2015 – presente)
En marzo de 2015, la banda tuvo un tour de 29 fechas por Europa, encabezando junto a la banda de post-rock Australiana Outfit sleepmakerswaves y la banda polaca Tides From Nebula, en junio 23 Skyhabor anunció vía Facebook, que se separarían del baterista Anuup Sastry, su reemplazo de tiempo que anunciaron fue Aditya Ashok, en junio 29 también anunciaron que Tompkins dejaría de ser el vocalista de la banda por dificultades de horarios en el tour, él fue remplazado por Erick Emery, en el verano de 2015, fue anunciado que Skyharbor haría su debut norteamericano en el tour “Polaris” de TesseracT´s junto a la banda “The Contortionist”.
En abril del 2017 comenzaron otra gira por Europa junto a Deftones.

## Alineación

### Integrantes actuales
- Keshav Dhar - Guitarra 2010–presente
- Devesh Dayal - Guitarra 2012–presente
- Krishna Jhaveri - Bajo 2013–presente
- Aditya Ashok - Baterías 2015-presente
- Eric Emery - Voz 2015- presente

### Anteriores integrantes
- Sunneith Revankar - Vocalista de "Chaos" disc of Blinding White Noise: Illusion and Chaos.
- Nikhil Rufus Raj – Bajo (2011–2013)
- Anup Sastry – batería (2011–2015)
- Daniel Tompkins – voz (2010-2015)

## Discografía
- Blinding White Noise: Illusion and Chaos (2012)
- Guiding Lights (2014)